# 洛泰尔一世 (中法兰克)
洛泰尔一世 （795年—855年9月29日）是巴伐利亚总督（815年–817年），倫巴第國王(818年–855年)，中法兰克国王（840年–855年）和神圣罗马皇帝（840年–855年）。
洛泰尔一世是皇帝虔诚者路易和埃斯拜的埃芒加德（埃斯拜公爵英格曼的女儿）的长子。他领导了他的同母兄弟丕平一世和日耳曼人路易反对他们的父亲的叛乱，以抗议他试图让他们的异母兄弟秃头查理也继承法兰克王国的一部分。在虔诚者路易死后，日耳曼人路易与秃头查理打起了长达3年的内战（840年-843年）来反抗洛泰尔一世。这场兄弟们之间的斗争导致了整个帝国的分裂，并奠定了今天的法国和德国的基础。
洛泰尔一世去世后，他的中法兰克王国被分给了三个儿子路易二世、洛泰尔二世和普罗旺斯的查理。

## 早年生活
洛泰尔于795年出生，是虔诚者路易和埃斯拜的埃芒加德的儿子。对洛泰尔的早年生活知之甚少，他很可能是在他的祖父查理曼的宫廷中度过的。814年，查理曼去世，留下他唯一的儿子作为他偌大王国的合法继承人。次年，洛泰尔被父亲派去掌管巴伐利亚。817年，虔诚者路易起草了他的帝国诏令（Ordinatio Imperii），在诏令中，虔诚者路易指定洛泰尔为其首要继承人，并统领他的兄弟丕平一世、日耳曼人路易以及他的侄子（洛泰尔的堂弟）意大利的伯纳德（Bernard of Italy），如果他们去世时无子嗣，洛泰尔也将继承他们的领地。时年22岁的洛泰尔在亚琛被其父亲加冕为共治皇帝。与此同时，阿基坦与巴伐利亚作为附庸国分别被授予他的兄弟丕平一世和日耳曼人路易。在意大利的伯纳德发起对虔诚者路易的反抗被后者杀害后，洛泰尔一世继承了他的意大利王国。洛泰尔一世于821年迎娶了图尔伯爵休的女儿图尔的埃芒加德。
在823年4月5日复活节，洛泰尔一世于罗马被教宗巴斯加一世再次加冕。824年1月，洛泰尔颁布了《罗马宪法》，在关于教皇与国王的关系方面让世俗君主保留了最高权力，其后洛泰尔一世为管理意大利而颁布了一系列法令。
当洛泰尔一世回到他父亲的宫廷时，她的继母巴伐利亚的朱迪丝（Judith）获得了他的准许，为她的儿子秃头查理分得一块王国，即829年被授予他的阿勒曼尼亚。然而洛泰尔一世很快转变了他的态度，并在随后的10年间持续为了帝国的分裂问题与他的父亲发生冲突。他被流放并被限制在意大利地区，在一段时间中与他的兄弟们联合，又在另外的日子中与他们反目作战，使得他治下的王国边境处在不断地变化中。

## 分裂王国
第一次叛乱开始于830年，三位兄弟一起反抗他们的父亲虔诚者路易，并将其罢免。831年，虔诚者路易复位，他剥夺了洛泰尔一世的皇室头衔，并将意大利交给了秃头查理。第二次叛乱由米兰主教安吉尔伯特二世于833年煽动，使得虔诚者路易于834年再次被废黜，洛泰尔一世通过父亲遗留下来的王国分封方案使自己保住了意大利王国及自己的皇室头衔。
当虔诚者路易于840年去世时，他将皇家徽章授予时年45岁的洛泰尔一世，后者随即声称拥有整个加洛林帝国，不管任何分区。由于他的兄弟日耳曼人路易和秃头查理都拒绝承认这一主张，洛泰尔一世与他们进行了谈判，但两兄弟随后联合起来反抗。在841年6月25日决定性的丰特努瓦战役 (841年)中，即便有他的侄子，阿基坦国王丕平二世的支持，洛泰尔一世依旧被击败并逃往亚琛。在集结了一支新的军队后洛泰尔一世重新发起了一场掠夺战争，但由于他兄弟的军队太过强大，洛泰尔一世抛弃首都亚琛，并带着他所能收集的一切财物来到施派尔与萨克森人团体斯特林加的首领会面以获取他们的支持，但日耳曼人路易和当地的萨克森贵族在接下来的几年里镇压了斯特林加运动。
和平会谈继续展开，842年6月，三位兄弟在索恩河的一座小岛上会面。在经过不少困难和拖延后，他们达成了一项合约，并演化为843年8月正式签署的的《凡尔登条约》。洛泰尔一世保有国王头衔并分得意大利王国以及莱茵河和罗讷河河谷之间，从北海到地中海的一段狭长领土，这片领土包括洛林、阿尔萨斯、勃艮第和普罗旺斯，被称为中法兰克王国。他很快将意大利交给了自己的长子路易二世，并留在了他的新王国，与他两个兄弟的争执与和解依旧在继续着，同时保卫自己的领土免受诺斯人（法兰克人的记载中更多称其为维京人）和萨拉森人（法兰克人的记载中忠于法蒂玛王朝、倭马亚王朝、阿拔斯王朝的各种群体）的侵害。
在845年阿尔勒伯爵富克拉德在普罗旺斯发动了一场叛变。洛泰尔一世将其镇压，846年富克拉德伯爵加入了他在意大利对抗萨拉森人的远征。

## 去世及余波
855年，洛泰尔一世患上重病，自觉恢复无望的他放弃了王位，决定将领土分给三个儿子，于9月23日进入普吕姆修道院，6天后在此去世。他被埋葬在普吕姆，最终他的遗体于1860年被发现。洛泰尔一世在普吕姆受到的纪念最为隆重。
同一年，洛泰尔一世的中法兰克王国按《普吕姆条约》分给三个儿子：长子路易二世接受了意大利和皇帝称号，次子洛泰尔二世接受了洛泰尔王国（Lotharingia）；小儿子普罗旺斯的查理接受了下勃艮第。

## 家庭

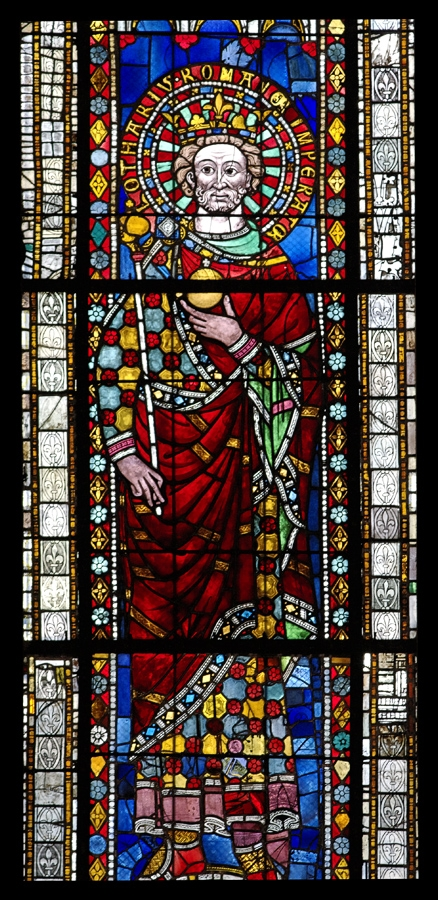
13世纪彩色玻璃上的洛泰尔一世，位于斯特拉斯堡主教座堂

洛泰尔一世于821年娶了图尔的埃芒加德，她于851年去世。他最小的儿子是私生子。
- 路易二世（825年-875年），844年被教宗色尔爵二世加冕为意大利国王，855年加冕为神圣罗马皇帝，迎娶恩格尔贝加（英语：Engelberga）
- 希尔特鲁德（Hiltrude，826年-865年），嫁给了斯波莱托的贝伦加尔（Berengar of Spoleto）
- 伯莎（Bertha，约830年-852年），阿韦奈女修道院院长
- 伊姆加德（Irmgard，约830年-849年）
- 吉塞拉（Gisela，约830年-856年），布雷西亚的圣萨尔瓦托雷山女修道院院长[7]
- 洛泰尔二世（835年-869年），继承了其父亲，迎娶特伯加（英语：Teutberga）（阿尔勒伯爵长者博索（英语：Boso the Elder）的女儿）
- 罗图德（Rotrude，约840年），嫁给了南特的兰伯特三世（英语：Lambert III of Nantes）
- 普罗旺斯的查理（845年-863年），继承了普罗旺斯、里昂和上勃艮第
- 卡洛曼（Carloman，?-853年）